# Violon Hardanger
Le violon Hardanger (en norvégien : hardingfele) est une variante norvégienne du violon. 

## Conception
En plus des 4 cordes traditionnelles, il y a 4 ou 5 cordes sous-jacentes pour la résonance. Ces cordes sont réglées sur des tonalités particulières et vont résonner par « sympathie » : c'est la vibration de la caisse qui va déclencher leur vibration selon leur longueur vibrante, et va permettre d'enrichir et prolonger le son produit par la vibration primaire de la corde mélodique.
Ce principe de vibration par sympathie se retrouve dans d'autres instruments de la famille des vièles, ou instruments à cordes frottées, comme le violon d'amour, le nyckelharpa suédois ou la vielle à roue.

## Historique
Isaac Nilssen Botnen (1669-1759), né dans la région de Hardanger, est considéré comme « l'inventeur » ou le constructeur du violon Hardanger moderne. Il a fait des violons avec un nombre variable de cordes, généralement 2, mais aussi jusqu'à 6. Il existe encore environ 15 violons qu'il a construits.
Les régions où ce violon est traditionnel sont le Telemark, Numedal, Hallingdal, Valdres, Setesdal, Hardanger et plus loin le Vestlandet et le Sunnmøre.
Au XXe siècle, le violon Hardanger a inspiré la musique actuelle et des compositeurs comme Geirr Tveitt, Johan Kvandal, Eivind Groven, Kirsten Bråten Berg ou encore Howard Shore.
En Irlande, Caoimhín Ó Raghallaigh utilise un Hardanger pour interpréter la musique traditionnelle irlandaise.
La musicienne norvégienne Tuva Syversten pratique le violon Hardanger.